# Utva Lasta
Die Utva Lasta (serbisch-kyrillisch Утва Ласта für Schwalbe) ist ein Übungsflugzeug des Flugzeugherstellers Utva in Pančevo, Serbien. Das Flugzeug soll u. a. als Basistrainer dienen, der nach der Grundschulung, aber noch vor dem Jettraining eingesetzt werden kann.

## Entwicklung
Ihren Erstflug hatte die Lasta 1 als Weiterentwicklung der Lola Utva 75 im Jahre 1985. 1989 folgte die modifizierte Version Lasta 2. In den 1990er-Jahren wurde an einer neuen modifizierten Version gearbeitet, die Lasta 3 oder jüngere Bezeichnung Lasta 95; die Prototypen des neuen Modells wurden jedoch während des Kosovokrieges zerstört. Das Projekt wurde 2006 wieder aufgenommen. Interesse der irakischen Regierung an der Lasta 95 als zukünftigen Basistrainer der irakischen Streitkräfte brachten das Projekt 2008 zum Abschluss. Der Irak plant, 20 Lasta 95 zu beschaffen. Die Streitkräfte Serbiens bekundeten Interesse an 16 Lasta 95.

## Militärische Nutzer
- Irak – 20[2]
- Serbien – 16 bestellt

## Technische Daten
| Kenngröße             | Daten Lasta 1                                 | Daten Lasta 95                                |
| --------------------- | --------------------------------------------- | --------------------------------------------- |
| Besatzung             | 2                                             | 2                                             |
| Länge                 | 8,04 m                                        | 7,97 m                                        |
| Spannweite            | 8,34 m                                        | 9,71 m                                        |
| Höhe                  | 2,96 m                                        | 3,16 m                                        |
| Flügelfläche          | 11 m²                                         | 12,9 m²                                       |
| Flügelstreckung       | 6,3                                           | 7,3                                           |
| Leermasse             | 1100 kg                                       | 1060 kg                                       |
| maximale Startmasse   | 1630 kg                                       | 1630 kg                                       |
| Höchstgeschwindigkeit | 345 km/h                                      | 345 km/h                                      |
| Reichweite            | 1060 km                                       | 1060 km                                       |
| Triebwerk             | 1 Lycoming AEIO-540-Z1B5D mit 224 kW (305 PS) | 1 Lycoming AEIO-540-Z1B5D mit 224 kW (305 PS) |
| Bewaffnung            | 2 Aufhängestationen unter den Tragflächen     | 2 Aufhängestationen unter den Tragflächen     |